# Wallfahrtskirche Obermauern

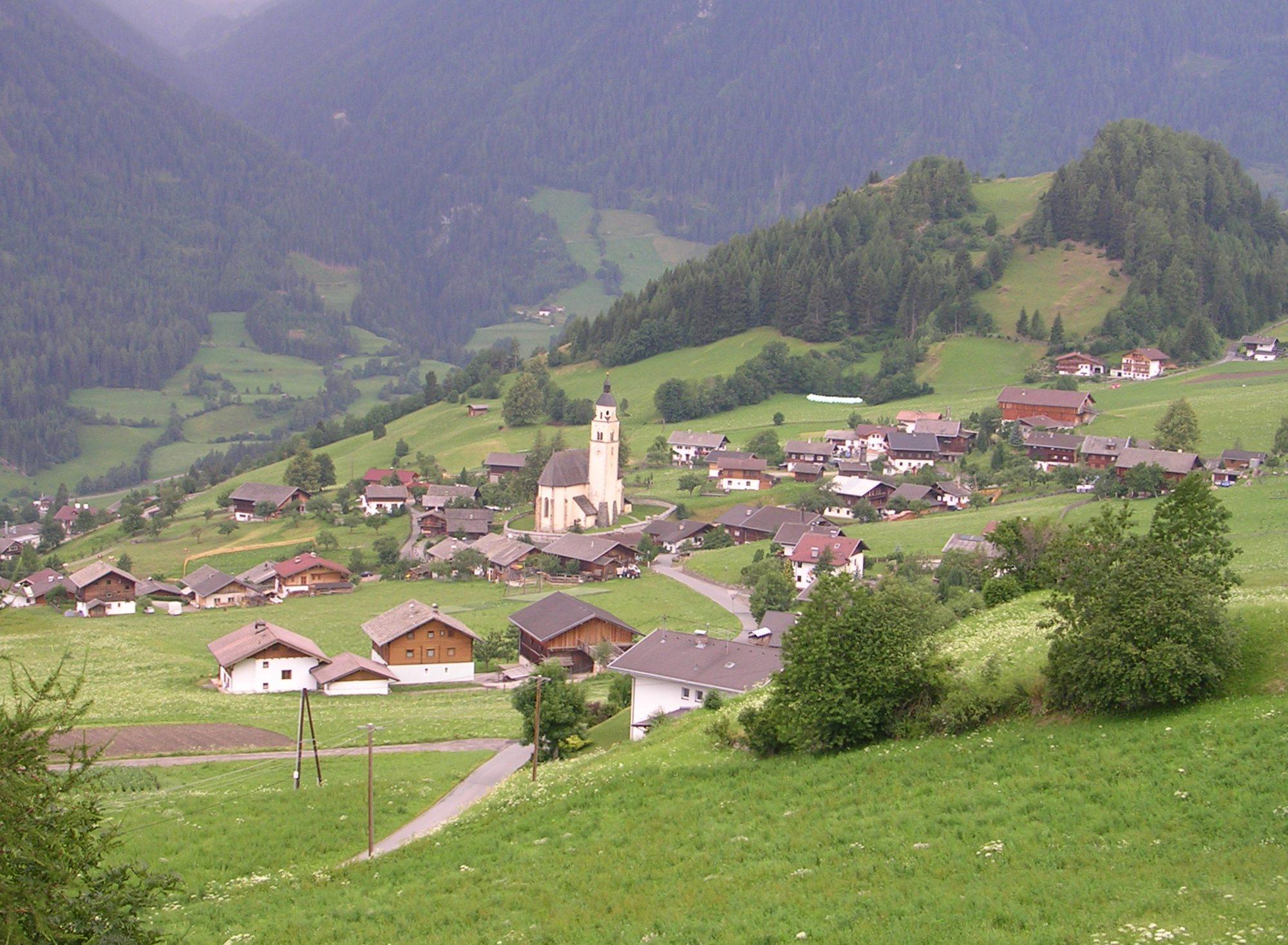
Katholische Wallfahrtskirche Unsere Liebe Frau Maria Schnee in Obermauern

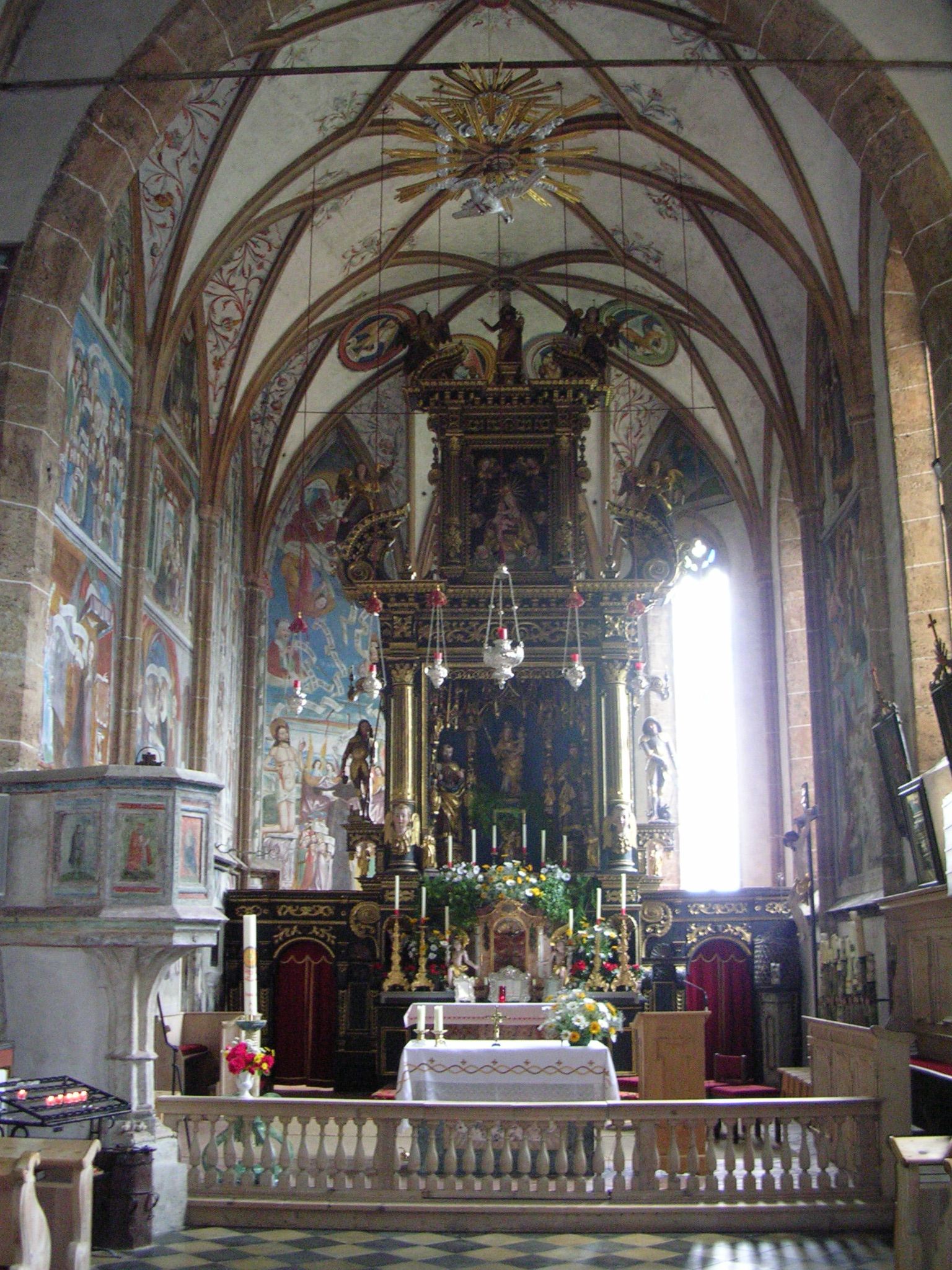
Langhaus, Blick zum Chor

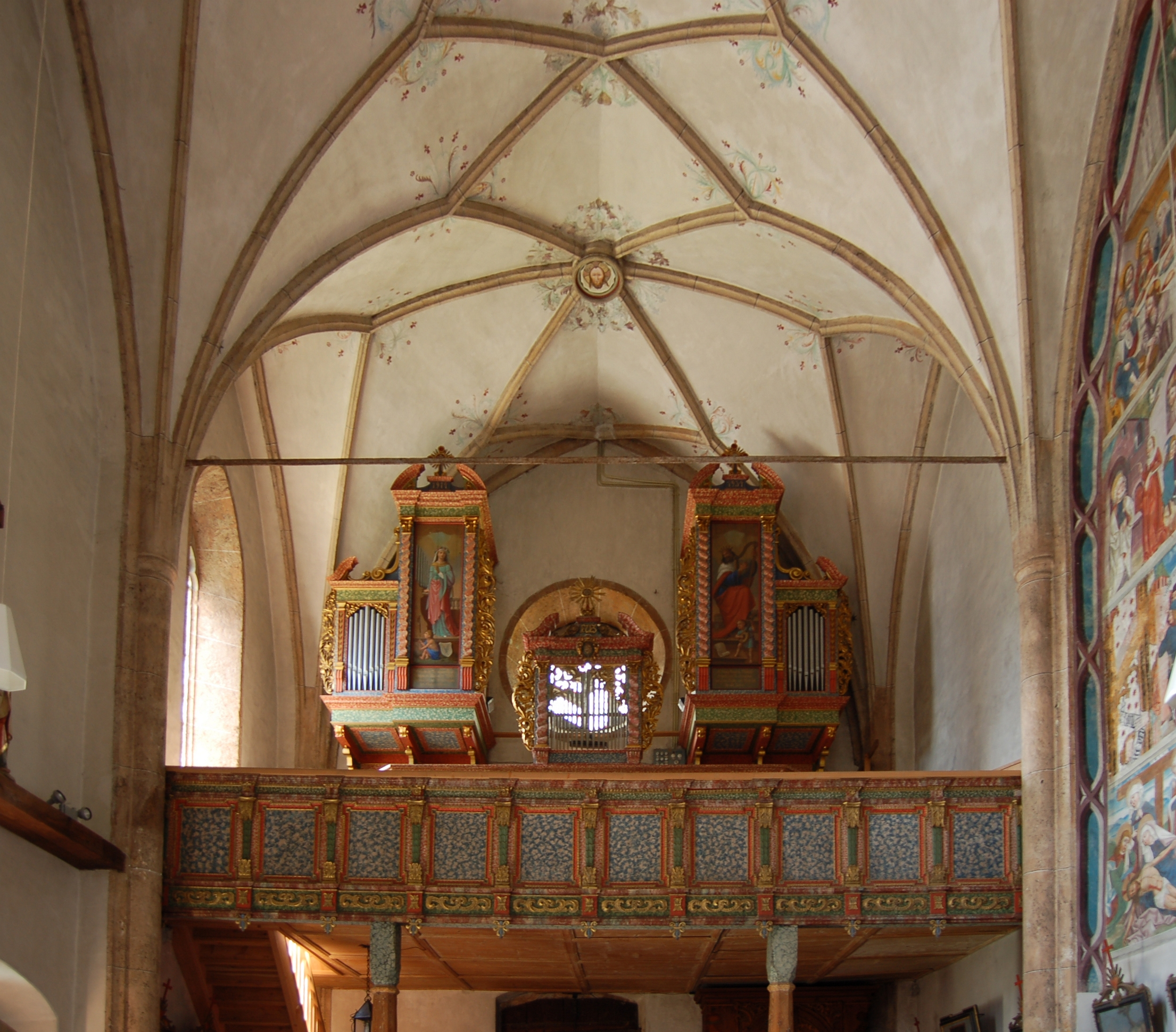
Langhaus, Blick zur Orgel

Die römisch-katholische Wallfahrtskirche Obermauern steht beherrschend im Zentrum der Ortschaft Obermauern in der Gemeinde Virgen im Bezirk Lienz im Bundesland Tirol. Die dem Patrozinium des Unsere Liebe Frau Maria Schnee unterstellte Wallfahrtskirche gehört zum Dekanat Matrei in Osttirol in der Diözese Innsbruck. Die Kirche steht unter Denkmalschutz (Listeneintrag).

## Geschichte
Die Anfänge der Wallfahrt sind unbekannt; sie wurde erstmals 1676 urkundlich genannt, der Höhepunkt der Wallfahrt bestand vom Barock bis ins 19. Jahrhundert. Es gibt das Brauchtum des Opfers des Virger Widders am Weißen Sonntag, wobei in zirka 3 m Höhe eine Kerze um die Kirche gezogen wird.
Teils sind frühgotische Teile erhalten, der spätgotische Bau erfolgte laut Inschrift am Triumphbogen von 1431 bis 1456 durch die Görzer Bauhütte unter dem Meister Martin oder Konrad.

## Architektur
Der spätgotische Kirchenbau mit einem älteren Turm ist von einer Umfassungsmauer umgeben.
Das Kirchenäußere zeigt ein Langhaus und einen abgesetzten Polygonalchor mit einfach abgetreppten Strebepfeilern, ein abgeschrägter gestufter Sockel trägt den Chor, die Sakristei und die Nordseite des Langhauses, das steile Satteldach ist über dem Chor abgewalmt. Der massive Turm steht nordseitig am letzten Joch des Langhauses, er hat unter den Schallfenstern ältere zugemauerte Fenster, über einem barocken achteckigen Abschluss trägt er ein achtseitiges Zeltdach mit einer dazwischengesetzten Laterne aus 1650. Vor der Westfront steht eine offene Vorhalle mit gemauerten Pfeilern aus 1698, die Westfront hat ein spitzbogiges Portal mit einer eingeblendeten Rundbogenlaibung dreifach gekehlt und mit einem Rundstab viereckig gerahmt, das tympanonartige Feld zeigt drei Bergkristalle, eine Fensterrose mit spätgotischen Maßwerk.
Das Kirchenäußere hat einige Steinreliefs als Arbeiten aus der Zeit um 1400: südseitig Anbetung der Könige sowie hl. Petrus mit Schlüssel und am Turm Maria mit Kind. Wandmalereien der Vorhalle zeigen Verkündigung, Abendmahl und Ölberg aus der Mitte des 14. Jahrhunderts, an der Nordseite in einem tympanonartige Feld Maria mit Kind flankiert von zwei Engeln aus dem Ende des 13. Jahrhunderts. Über dem südlichen spitzbogigen einfach gekehlten Seitenportal befindet sich ein monumentales Fresko hl. Christophorus gemalt von Sebastian Maller Gerumer 1468 sowie auf der Südseite des Chors eine Sonnenuhr 1601 mit den Wappen der Freiherren von Wolkenstein, des Virger Pfarrers Valentin Fercher und der Brüder Teutenhauser (seit 1571 Pfleger der Burg Rabenstein).

## Innenraum

### Einrichtung
Der Hochaltar um 1660 mit einem Aufbau mit kannelierten Säulen, verkröpftem Gebälk, Voluten, Opfergangsportalen mit Engelsfiguren beinhaltet eingefügt den Schrein eines spätgotischen Altares mit den Statuen der Heiligen Petrus und Jakobus der Ältere und weitere kleine Heiligenfiguren und musizierende Engel sowie seitlich die Schreinwächter Georg und Sebastian, an der Rückseite des Schreines zeigt sich originale grünfarbige Rankenmalerei und die Figur Gottvater und ein Relief Mariahilf wohl vom ehemaligen Gesprenge. Der Schrein entstand unter dem Einfluss eines Kärntner Meisters um 1510, die zentrale Figur und eigentliches Kultbild Schöne Madonna entstand um 1430.
Die gotische Kanzel zeigt die Malereien Maria und Evangelisten aus der Mitte des 17. Jahrhunderts.
Die Orgel baute Johann B. Egedacher 1713 mit dem Wappen des Pfarrers Lutz von Glätsch, das spätere Werk schuf Alois Fuetsch 1928. Eine Glocke wurde im 14. Jahrhundert gegossen.

### Fresken

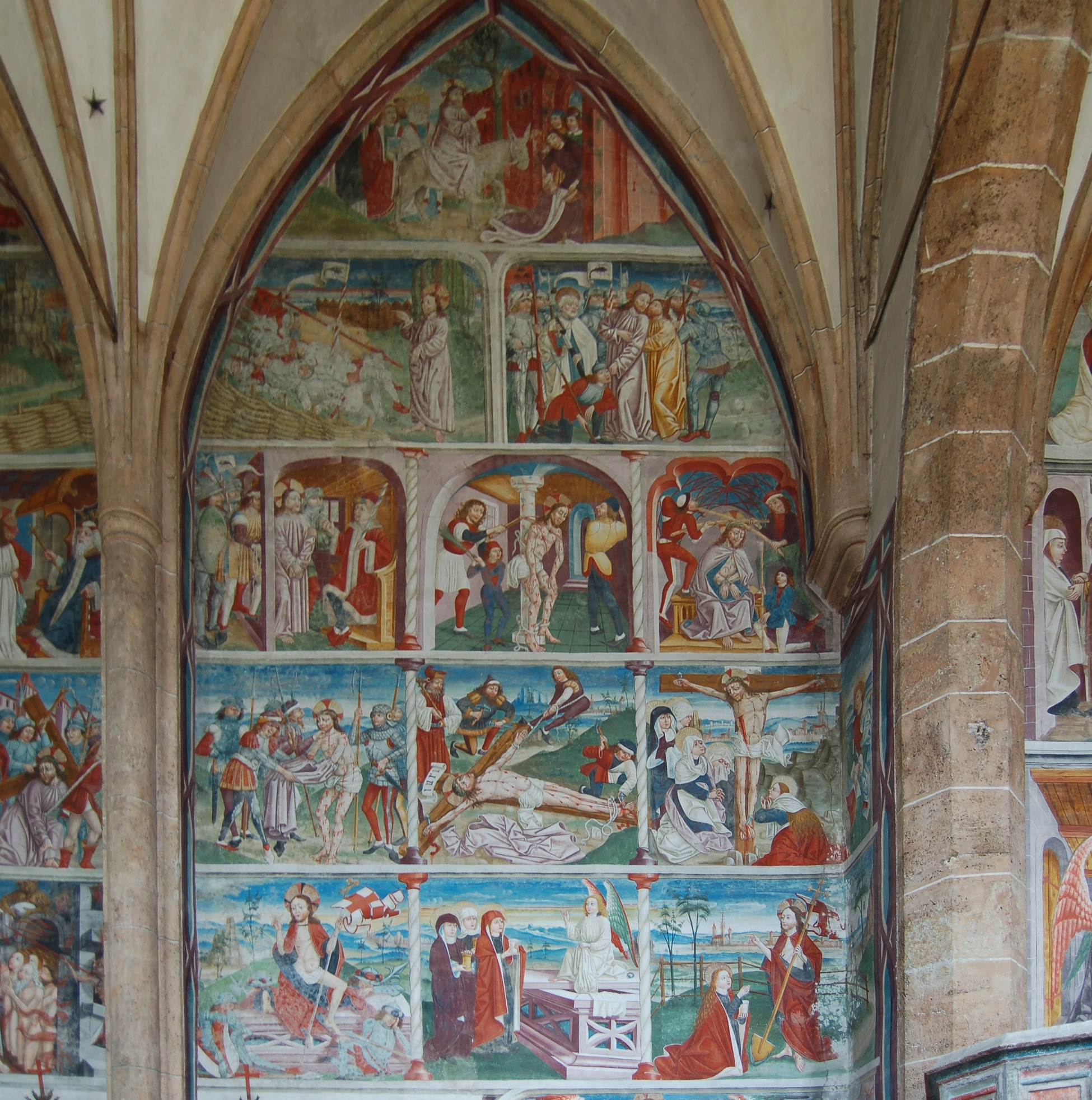
Freskenzyklus „Leidensgeschichte Christi“ (Ausschnitt)

Die Wände des Kirchenraums wurden um 1480 durch den Maler Simon von Taisten mit vier großen Freskenzyklen im Stil einer Armenbibel ausgestattet. Der erste Zyklus an der Nordwand behandelt in 25 Bildern Passion, Tod und Auferstehung Christi. Daran schließt ein Zyklus mit Darstellung verschiedener Ereignisse aus dem Leben Marias an, die teilweise in der Bibel, teilweise aber auch in apokryphen Schriften überliefert sind. Darauf folgt ein gemaltes Sakramentshaus, das den gotischen Tabernakel umgibt. Das linke Bogenfeld der Apsis (teilweise vom Hochaltar verdeckt) wird von einer Darstellung der Schutzmantelmuttergottes eingenommen; das Fresko an der Südseite des Altarraums zeigt den Tod, die Aufnahme in den Himmel und die Krönung Mariens.
Ein an den Triumphbogen an der Südwand anschließendes Fresko zeigt das Martyrium des heiligen Sebastian.